# 231P/LINEAR-NEAT
231P/LINEAR-NEAT, indicata anche come LINEAR-NEAT 4, è una cometa periodica appartenente alla famiglia delle comete gioviane e alla famiglia di comete quasi-Hilda.

## Storia osservativa
La cometa è stata scoperta originariamente da LINEAR il 1º febbraio 2003 e ritenuta un asteroide che è stato denominato 2003 CP7, il 10 marzo 2003 è stata scoperta da NEAT mostrando un chiaro aspetto cometario, a seguito di questo fatto ha ricevuto la denominazione P/2003 CP7 LINEAR-NEAT. L'11 dicembre 2009 è stata riscoperta e denominata P/2009 X1 LINEAR-NEAT, la riscoperta ha permesso all'astrofilo tedesco Maik Meyer di trovare immagini di prescoperta risalenti al 1950: la cometa ha quindi potuto ricevere la denominazione definitiva 231P/LINEAR-NEAT.